# 15 cm sFH 18
15 cm schwere Feldhaubitze 18 (15 cm sFH 18) – podstawowa haubica niemiecka z okresu II wojny światowej o kalibrze 149,1 milimetrów. Bazowała na wcześniejszej haubicy 15 cm sFH 13 z I wojny światowej. Stanowiła również uzbrojenie pojazdu Hummel.

## Galeria

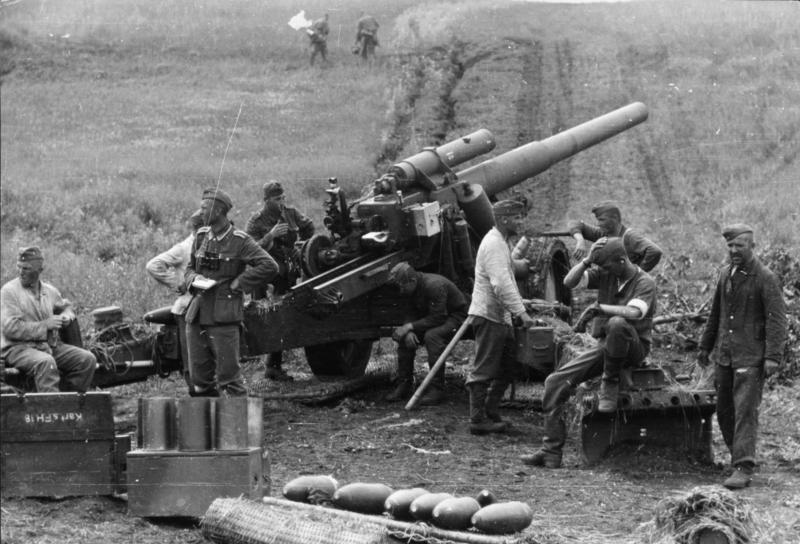
Haubica 15 cm sFH 18 podczas drugiej bitwy o Charków (1942)
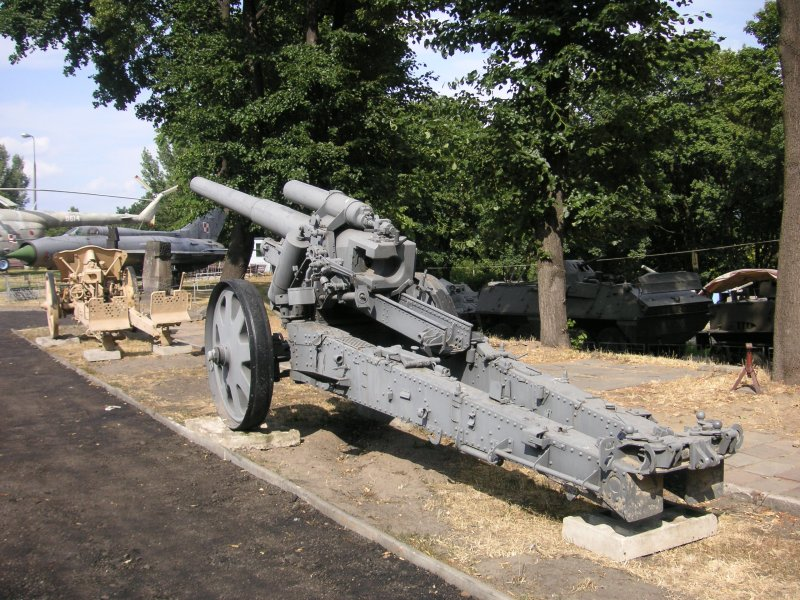
Haubica 15 cm sFH 18 w Muzeum Wojska Polskiego w Warszawie